# Milan Tejkl
Milan Tejkl (5. ledna 1934 Litoměřice – 9. září 2014) byl český politik, po sametové revoluci československý poslanec Sněmovny lidu Federálního shromáždění za Občanské fórum, později za ODS, v 90. letech starosta Litoměřic.

## Biografie
V dětství prožil násilné vysídlení etnických Čechů z rodných Litoměřic po Mnichovské smlouvě. Po válce se rodina vrátila do Litoměřic. Milan Tejkl zde dokončil gymnázium a od roku 1952 studoval na Lesnické fakultě ČVUT v Praze. Po promoci byl přidělen do Chodovské Huti na Karlovarsku, po dvou letech následovalo přeložení do Petrohradu na Lounsku. Zde setrval pět let a od roku 1965 po dobu 15 let pracoval u Lesního závodu v Litvínově. Od roku 1979 zastával post vedoucího výrobního úseku Lesního závodu v Litoměřicích. Po sametové revoluci se angažoval v Občanském fóru v Litoměřicích. Byl členem jeho ekologické sekce. Profesně byl tehdy uváděn jako výrobní náměstek ředitele Lesního závodu.
Ve volbách roku 1990 byl zvolen za OF do Sněmovny lidu (volební obvod Severočeský kraj). Po rozkladu Občanského fóra přestoupil v roce 1991 do poslaneckého klubu ODS. Ve Federálním shromáždění setrval do voleb roku 1992.
Na podzim 1993 se stal ředitelem úřadu Okresní agrární komory.
V roce 1996 se uvádí jako starosta Litoměřic. V komunálních volbách roku 1994 byl zvolen do zastupitelstva Litoměřic jako bezpartijní kandidát. Mandát obhájil v komunálních volbách roku 1998 (profesně uváděn jako starosta, politicky stále bezpartijní). K roku 2012 byl uváděn jako člen obecní komise pro životní prostředí, přičemž byl členem Masarykovy demokratické strany.